# Caussels
Der Caussels (französisch: Ruisseau de Caussels, im Oberlauf und Mittelteil auch Ruisseau de Lezert genannt) ist ein kleiner Fluss im Süden von Frankreich, der im Département Tarn der Region Okzitanien südöstlich der Stadt Albi verläuft.

## Geografie

### Verlauf
Der Caussels entspringt am westlichen Ortsrand von Villefranche-d’Albigeois, entwässert generell Richtung Nordwest und mündet nach rund 18 Kilometern im Stadtgebiet von Albi als linker Nebenfluss in den Tarn. Im Großraum von Albi quert der Caussels die hier Autobahn-ähnlich ausgebaute Nationalstraße N 88.

### Orte am Fluss
(Reihenfolge in Fließrichtung)
- Villefranche-d’Albigeois
- Cambors, Gemeinde Bellegarde-Marsal
- Taillefer, Gemeinde Mouzieys-Teulet
- La Borie Basse, Gemeinde Fréjairolles
- Cambon
- Albi